# République française (navire, 1802)
Pour les articles homonymes, voir République française.
La République française est un navire de guerre de premier rang de 118 canons de la ligne de la Marine nationale française. Il sert d'abord dans la marine consulaire, puis impériale où il est le navire amiral de l'escadre de Rochefort, et enfin dans la Royale. Il est issu de la classe Océan, dont les navires sont conçus par Jacques-Noël Sané, surnommé le "Vauban de la marine" et construit par Pierre Rolland.

## Carrière

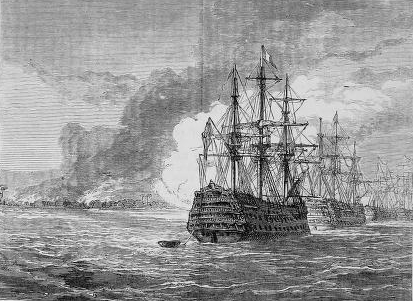
Le Majestueux avec le Vétéran, 74 canons et lInfatigable, 44 canons avec l'escadre de Missiessy lors de l'incendie de Roseau, le 22 février 1805.

Elle commence en 1794 à Rochefort sous le nom de Majesteux, mais reçoit le nom de République française plus tard la même année. Elle reprend le nom de Majestueux en février 1803, avant d'être achevée en août 1803.

### Victoires aux Antilles contre les Anglais
On signale La République française sous les ordres du contre-amiral Missiessy (il finira sa carrière vice-amiral). L'escadre de Rochefort part composée de trois vaisseaux, trois frégates et deux bricks. Elle transporte 3 500 soldats, sous le commandement du général de division Lagrange, une cargaison de 5 000 fusils, 5 milliers de poudre et un train considérable d'artillerie destinés aux colonies françaises.
Les ordres sont de se rendre aux Antilles avec la plus grande diligence, et en attendant l'escadre de Toulon, de ravitailler les colonies de la France et de piller celles du Royaume-Uni. Quatre colonies britanniques, la Dominique, Niévès, Montserrat et Saint-Christophe, sont pillées et désarmées, les navires arraisonnés, des contributions frappées, les troupes ennemies faites prisonnières. La Guadeloupe, la Martinique, Saint-Domingue sont ravitaillées en hommes, vivres et munitions. Le 21 mars 1805, des navires de l'escadre sont envoyés en renfort lors du siège de Saint-Domingue (en), qui permettent de lever le siège.
La campagne est un grand succès mais elle est inutile et meurtrière.

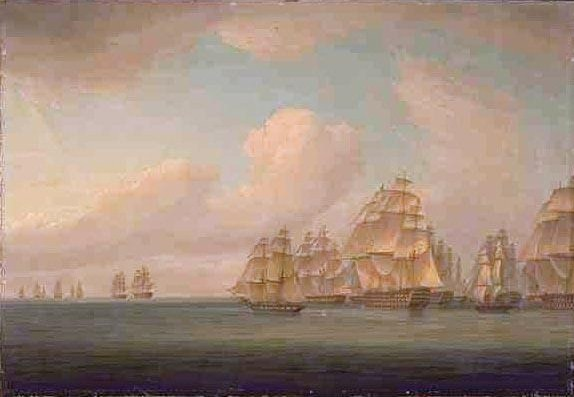
L'escadre d'Allemand à la poursuite du convoi du Calcutta, 25 September 1805, Thomas Whitcombe, National Library of Australia

### Expédition d'Allemand
Cependant, on se souvient d'elle surtout en raison de sa participation et à son rôle important à l'expédition d'Allemand en 1805.
Etant navire amiral de l'escadre de Rochefort, quand celle-ci est envoyée en mission secrète dans l'Atlantique-Nord en juillet - novembre 1805, elle est donc le vaisseau du capitaine Zacharie Allemand. L'escadre capture pas moins d'une quarantaine de navires marchands et surtout effectue une prise de prestige: le vaisseau HMS Calcutta est fait prisonnier avec ses 1200 hommes d'équipage. La Royal Navy envoie en vain plusieurs escadres pour détruire ce qu'ils appellent l'"escadre invisible".
La République française est démoli en 1839.

## Sources et références
1. ↑  David F. Marley, Wars of the Americas: A Chronology of Armed Conflict in the Western Hemisphere, 2nd Edition [2 volumes]: A Chronology of Armed Conflict in the Western Hemisphere, 11 février 2008 (ISBN 9781598841015, lire en ligne)

- Jean-Michel Roche, Dictionnaire des bâtiments de la flotte de guerre française de Colbert à nos jours 1 1671 - 1870, 2005 (ISBN 978-2-9525917-0-6, OCLC 165892922)